# Le Mesnil-sur-Blangy
Le Mesnil-sur-Blangy je francouzská obec v departementu Calvados v regionu Normandie. Žije zde 164 obyvatel.

## Geografie

### Sousední obce
| Růžice kompasu |                      | Les Authieux-sur-Calonne |                   | Růžice kompasu |
| Růžice kompasu | Manneville-la-Pipard | Sever                    |                   | Růžice kompasu |
| Růžice kompasu | Manneville-la-Pipard | Le Mesnil-sur-Blangy     |                   | Růžice kompasu |
| Růžice kompasu | Manneville-la-Pipard | Jih                      |                   | Růžice kompasu |
| Růžice kompasu | Fierville-les-Parcs  |                          | Blangy-le-Château | Růžice kompasu |